# معر شمشة
معر شمشة قرية في منطقة معرة النعمان التابعة لمحافظة إدلب. بلغ عدد سكان القرية 5,268 نسمة حسب تعداد عام2009.
يقال أن معر شمشة تعني بالآرامية مغارة الشمس، حيث يوجد فيها العديد من المغارات القديمة. تحتوي القرية أيضًا على الكثير من القبور الرومانية القديمة والمدافن.

## اقتصاد القرية
القرية فقيرة نسبيا بسبب موقعها الجغرافي الهامشي بين طريق المعرة ـ الخوين و المعرة ـ سنجار.
يعمل أغلب أهالي القرية في الزراعة و في لبنان، ويشتهرون بنجارة الباطون (صب الأسقف). 
وبسبب قربها من معرة النعمان ومن معسكر وادي الضيف فقد تعرضت للكثير من عمليات القصف   والتدمير خلال الحرب الأهلية السورية ما أجبر أهلها على النزوح.

## عودة الأهالي
نزح أهالي القرية من عام 2012 حتى 15 كانون الأول 2015، حين انسحبت قوات النظام السوري السابق منها. عاد أهالي القرية وأعادوا بناء ما دمره قصف الطيران، وعند بداية العام 2020 هجر الأهالي مجددا بسبب القصف الروسي. استمر التهجير حتى بدء معركة ردع العدوان في ٢٨/١١/٢٠٢٤ حيث تم تحرير هذه القرية وعاد الاهالي إليها كي يجدوا دمارا كبيرا و تهديم الأسطح واقتلاع الأشجار، مما أعاق عودة معظمهم الى القرية بانتظار إعادة الإعمار إلا بعض العائلات التي سئمت من حياة النزوح في المخيمات فعادت على أمل انتظار إعادة الاعمار.